# 송원국
송원국(宋元國, 1979년 10월 26일 ~ )은 전 KBO 리그 두산 베어스의 2루수이다.

## 두산 베어스시절
광주일고를 졸업하고 청소년 국가 대표팀에 뽑히기도 했으며, 1998년 OB에 2차 1순위로 지명됐다. 하지만 팔꿈치 부상과 간염으로 인해 2군에 머물렀다. 그러던 중 2001년 6월 23일 김동주의 부상으로 1군에 올라와 그 날 벌어졌던 잠실 SK전에서 점수 6-6 상황에서 9회말 2아웃 만루 상황에 강봉규의 대타로 나와 투수 김원형의 초구를 쳐 프로 데뷔 첫 타석 끝내기 만루 홈런을 쳐냈다. 그 대타 만루 홈런 하나로 강한 인상을 남겼고 2001년 한국시리즈에도 출전했다. 그러나 불행하게도 2002년 8월 9일 아침, 동료 외야수 유재웅과 함께 자신의 승용차를 몰고 잠실야구장으로 가다가 송파구 풍납동 올림픽대로에서 차가 뒤집히는 사고를 당했고 그 때 차에 끼이는 바람에 왼쪽 무릎 인대를 다쳤다. 이후 독일로 출국해 무릎 인대 접합 수술을 받고, 2년이 넘는 재활 훈련을 했으나 결국 회복하지 못하고 재활에 실패하여 현역에서 은퇴했다. 그 때 동승한 유재웅은 타박상과 찰과상에 그쳤다. 

## 지도자 시절
2004년 은퇴 후  자동차 판매원으로 일했다가 2017년 홍익대학교 야구부 코치를 맡아 야구계로 돌아왔으며 광주일고 코치를 거쳐 2019년 전 감독의 자살로 공석이 된 안산공고 감독에 취임했다.